# Calanticaria
Calanticaria es un género de plantas con flores perteneciente a la familia  Asteraceae.  Comprende 5 especies descritas y de estas, solo 4 aceptadas.

## Taxonomía
El género fue descrito por (B.L.Rob. & Greenm.) E.E.Schill. & Panero y publicado en Botanical Journal of the Linnean Society 140(1): 73. 2002.

## Especies aceptadas
A continuación se brinda un listado de las especies del género Calanticaria aceptadas hasta julio de 2012, ordenadas alfabéticamente. Para cada una se indica el nombre binomial seguido del autor, abreviado según las convenciones y usos.
- Calanticaria bicolor (S.F.Blake) E.E.Schill. & Panero
- Calanticaria brevifolia (Greenm.) E.E.Schill. & Panero
- Calanticaria greggii (A.Gray) E.E.Schill. & Panero
- Calanticaria inegii ("S.González, M.González & Rzed.") E.E.Schill. & Panero